# The Drifters
The Drifters è un gruppo musicale doo-wop/R&B statunitense. Il gruppo raggiunse il proprio picco di popolarità fra il 1953 ed il 1963, anche se ancora oggi alcuni sottogruppi formati nei Drifters continuano ad esibirsi.

## Storia
Il gruppo fu inizialmente formato per fornire a Clyde McPhatter (dei Billy Ward & the Dominoes) un gruppo che lo accompagnasse nel 1953. La rivista Rolling Stone magazine dichiarò che i Drifters erano il meno stabile fra i gruppi vocali dell'epoca in quanto sotto pagati dal loro management. In effetti il sito web di George Treadwell sui Drifters afferma che nel corso della storia del gruppo nella formazione dei Drifters sono transitati oltre sessanta musicisti. Molti componenti del gruppo lasciavano i Drifters per formare in seguito gruppi vocali dallo stile simile. Ciononostante, esistono due versioni dei Drifters degne di nota.
Il primo è la formazione classica di Clyde McPhatter che è stato inserito nella Vocal Group Hall of Fame con i nomi "The Drifters" o "The Original Drifters". La seconda versione è il gruppo formato da Treadwell con Ben E. King, anch'esso inserito indipendentemente nella Vocal Group Hall of Fame con il nome "Ben E. King and the Drifters". Al momento dell'inserimento, la Rock and Roll Hall of Fame ecletticamente ha selezionato quattro membri per i Drifters originali, due dai Second Drifters, ed uno dai Drifters post-King Treadwell. Secondo il Vocal Group Hall of Fame, "Attraverso tumulti e cambiamenti i Drifters (originali) sono riusciti a creare nuove tendenza musicali e dare al pubblico tredici successi da hit parade, la maggior parte dei quali sono oggi considerati dischi leggendari."
Fra i maggiori successi del gruppo si possono citare Money Honey (1953), Honey Love (1954), Adorable (1955) There Goes My Baby (1959), Dance with Me (1959) e Save the Last Dance for Me (1960), On Broadway (1963), tutti arrivati alla vetta delle classifiche Billboard.

## Formazione
- Maurice Cannon
- Michael Williams
- Damion Charles
- Ryan King

Ex membri
- Clyde McPhatter
- Ben E. King
- Gerhart Thrasher
- Andrew Thrasher
- Bill Pinkney
- Willie Ferbee
- Walter Adams

The second Drifters
- Ben E. Nelson
- Charlie Thomas
- Doc Green
- Beary Hobbs
- Rudy Lewis
- Charlie Thomas
- Tommy Evans
- Eugene Pearson
- Johnny Terry
- Johnny Moore